# うずしお (列車)
うずしおは、四国旅客鉄道（JR四国）が高松駅 - 徳島駅間を高徳線経由で運行する特急列車である。
高徳線で運転されていた優等列車の沿革についても記述する。

## 概要
基本的に高松市と徳島市の輸送を担う列車で、1988年（昭和63年）4月10日に本四備讃線（瀬戸大橋線）の開通に伴い、それまで高松駅 - 徳島駅間で運転していた急行「阿波」をすべて特急に格上げするかたちで運転を開始した。1990年（平成2年）11月には、本四備讃線の開通時に「むろと」から改称された「阿波」も「うずしお」に編入されている。
列車名は徳島県鳴門市と兵庫県南あわじ市（淡路島）の間にある鳴門の渦潮を平仮名表記したものである。「うずしお」の名称は1961年（昭和36年）から1972年（昭和47年）まで、大阪駅（1964年（昭和39年）以降は新大阪駅） - 宇野駅間を運行する特急の名称として使用されていた。この列車の沿革についてはマリンライナー#宇野線・本四備讃線優等列車沿革を参照のこと。

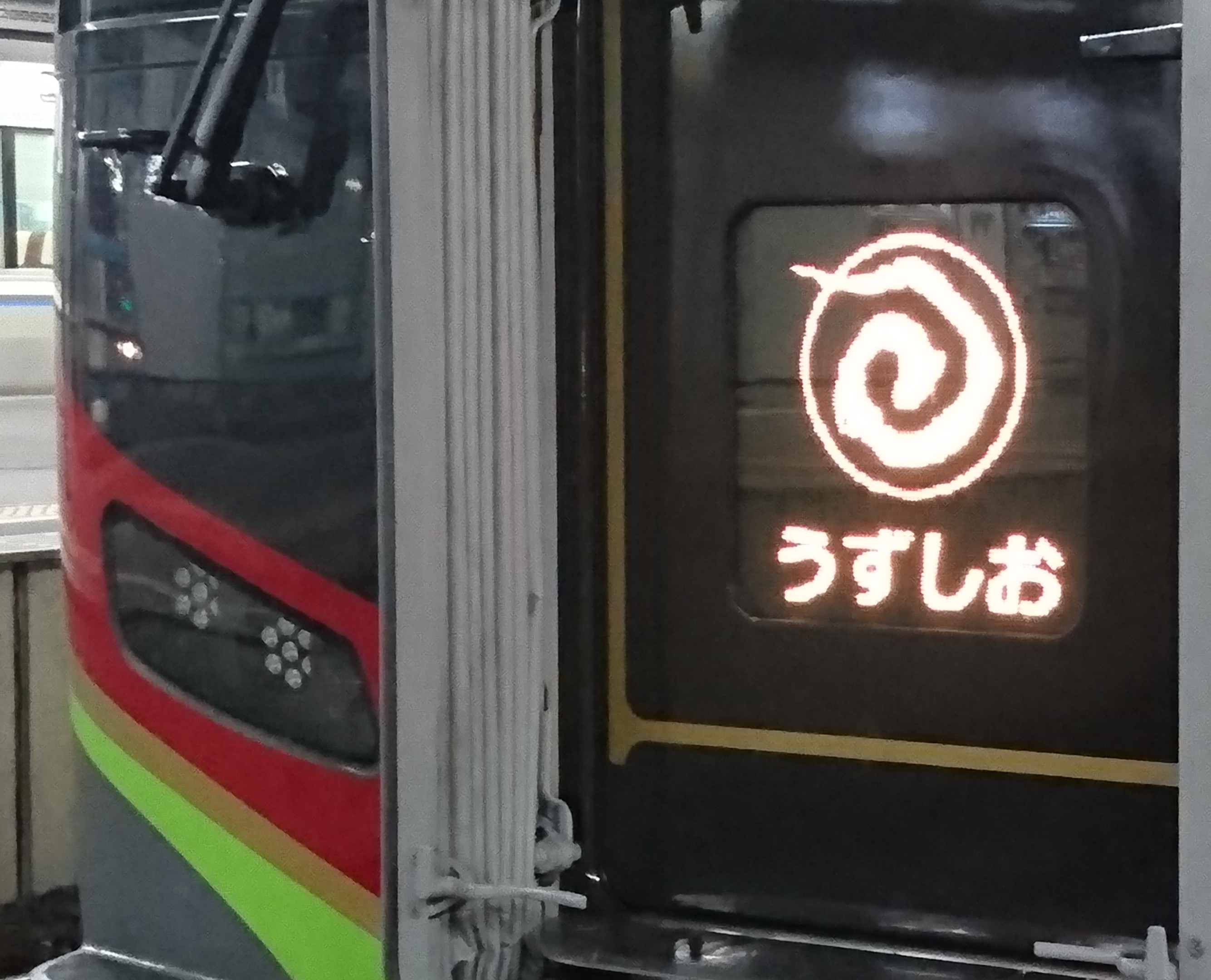
2700系うずしおLEDヘッドマーク （ひらがな表記）
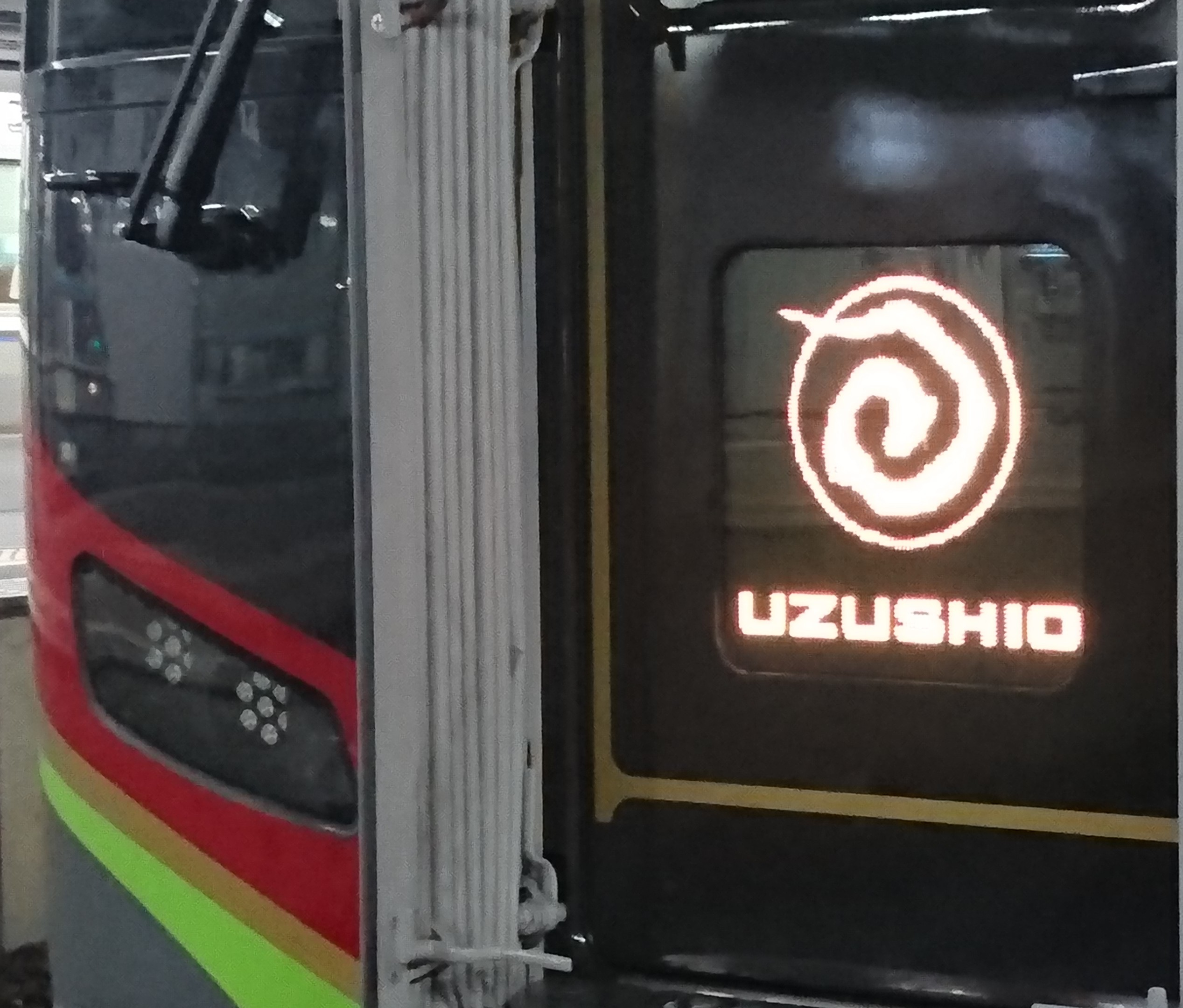
2700系うずしおLEDヘッドマーク （英字表記）

## 運行概況
2025年（令和7年）3月15日現在、高松駅 - 徳島駅間に下り17本・上り15本が運転されている。これは気動車特急の運行本数としては宇和海の16往復と並び日本最多である。なお、2025年（令和7年）3月14日まで運転されていた岡山駅発着の2往復（下り13・29号と上り6・22号）は、2001年（平成13年）3月3日からは宇多津駅 - 岡山駅間で「南風」と併結して運転されていたが、線形の関係上、高松駅と宇多津駅で列車の進行方向が変わっていた。岡山発着運行当時は日本で定期運行を行う特急列車としては珍しく2回方向転換する列車であった。

### 停車駅
高松駅 - 栗林駅 - 屋島駅 - 志度駅 -（オレンジタウン駅）-（讃岐津田駅）- 三本松駅 -（讃岐白鳥駅）-（引田駅）- 板野駅 -（池谷駅）-（勝瑞駅）- 徳島駅
- （ ）は一部列車のみ停車[1][2][3]。
  - オレンジタウン駅：下り1・3・25・27・33号、上り2・4・26号が停車
  - 讃岐津田駅：下り3・27 - 33号、上り2・4・28号が停車
  - 讃岐白鳥駅：下り3・5・25・29 - 33号、上り2 - 6・28号が停車
  - 引田駅：上り6号が通過
  - 池谷駅：下り25・33号、上り28・30号が通過
  - 勝瑞駅：下り1 - 5・25・27・31・33号、上り2 - 6・28・30号が停車
- 大麻比古神社への初詣客対応のため、かつては板東駅に臨時停車することがあったが、利用者減少を理由に2021年（令和3年）以降は実施していない。
- 引田駅を通過する列車の一部は、2月末から3月3日までの引田ひなまつり期間中に同駅に臨時停車する。

岡山直通列車の停車駅（2025年3月14日まで）
岡山駅 - 児島駅 - 宇多津駅 - 高松駅
凡例
- ●：停車
- ─・←・→：通過（矢印は運転方向）

| 運行本数        | 号数       | 高松駅 | 栗林駅 | 屋島駅 | 志度駅 | オレンジタウン駅 | 讃岐津田駅 | 三本松駅 | 讃岐白鳥駅 | 引田駅 | 板野駅 | 池谷駅 | 勝瑞駅 | 徳島駅 |
| --------------- | ---------- | ------ | ------ | ------ | ------ | ---------------- | ---------- | -------- | ---------- | ------ | ------ | ------ | ------ | ------ |
| 下り9本 上り9本 | 下記以外   | ●      | ●      | ●      | ●      | ─                | ─          | ●        | ─          | ●      | ●      | ●      | ─      | ●      |
| 下り1本         | 1号        | ●      | ●      | ●      | ●      | ●                | →          | ●        | →          | ●      | ●      | ●      | ●      | ●      |
| 下り1本 上り2本 | 3号 2・4号 | ●      | ●      | ●      | ●      | ●                | ●          | ●        | ●          | ●      | ●      | ●      | ●      | ●      |
| 下り1本         | 5号        | ●      | ●      | ●      | ●      | →                | →          | ●        | ●          | ●      | ●      | ●      | ●      | ●      |
| 上り1本         | 6号        | ●      | ●      | ●      | ●      | ←                | ←          | ●        | ●          | ←      | ●      | ●      | ●      | ●      |
| 下り1本         | 25号       | ●      | ●      | ●      | ●      | ●                | →          | ●        | ●          | ●      | ●      | →      | ●      | ●      |
| 上り1本         | 26号       | ●      | ●      | ●      | ●      | ●                | ←          | ●        | ←          | ●      | ●      | ●      | ←      | ●      |
| 下り1本         | 27号       | ●      | ●      | ●      | ●      | ●                | ●          | ●        | →          | ●      | ●      | ●      | ●      | ●      |
| 上り1本         | 28号       | ●      | ●      | ●      | ●      | ←                | ●          | ●        | ●          | ●      | ●      | ←      | ●      | ●      |
| 下り1本         | 29号       | ●      | ●      | ●      | ●      | →                | ●          | ●        | ●          | ●      | ●      | ●      | →      | ●      |
| 上り1本         | 30号       | ●      | ●      | ●      | ●      | ←                | ←          | ●        | ←          | ●      | ●      | ←      | ●      | ●      |
| 下り1本         | 31号       | ●      | ●      | ●      | ●      | →                | ●          | ●        | ●          | ●      | ●      | ●      | ●      | ●      |
| 下り1本         | 33号       | ●      | ●      | ●      | ●      | ●                | ●          | ●        | ●          | ●      | ●      | →      | ●      | ●      |
| 停車本数        | 下り       | 17     | 17     | 17     | 17     | 5                | 5          | 17       | 6          | 17     | 17     | 15     | 7      | 17     |
| 停車本数        | 上り       | 15     | 15     | 15     | 15     | 3                | 3          | 15       | 4          | 14     | 15     | 13     | 5      | 15     |

### 使用車両・編成
基本的には高松運転所に所属する車両が使用される。使用車両によって、ヘッドマークの色は異なる。
一列車あたりの車両数は、ラッシュ時の通勤・通学列車として利用の多い上り4号は5両編成、上り14号は4両編成、その他は2両または3両編成で運転されている。ただし、阿波踊り期間中は5両編成に増結される列車もある。全列車が普通車のみで、グリーン車が連結されることはなく、指定席は常に1/3両から1両の設定で、自由席よりも多くなる列車はない。これは高松駅 - 徳島駅間の運行距離が100 km未満であり、短距離利用の乗客が多く、頻繁に乗り降りがあるため自由席でも簡単に座れることなどの理由による。同じ車両で指定席と自由席に分かれる場合、「南風」などと同じく指定席部分には青色の座席カバーが装着される。
なお、高松駅・栗林駅・徳島駅以外の停車駅はホームの有効長が4両分しかないため、5両編成以上で運転される場合はドアカットを行う。

#### 現在の使用車両
2600系気動車
2017年（平成29年）12月2日より使用されている。2025年（令和4年）3月15日時点で下り9・15・21・27・33号、上り2・12・18・24・30号で運用されている。
2018年（平成30年）3月17日からは下り1・11・17・23号、上り8・14・20・26号で運行していた。最高速度は120 km/hである。
2700系気動車
2019年 (令和元年) 8月6日より使用されている。2025年（令和7年）3月15日時点で前述の2600系運用以外の全列車で運用されている。
2019年（令和元年）9月28日からは下り5・7・15・21・25・27・31・33号、上り2・4・10・12・18・24・28・30号で運行されていた。かつて定期運用されていた後述のN2000系と同じく、最高速度は130 km/hである。

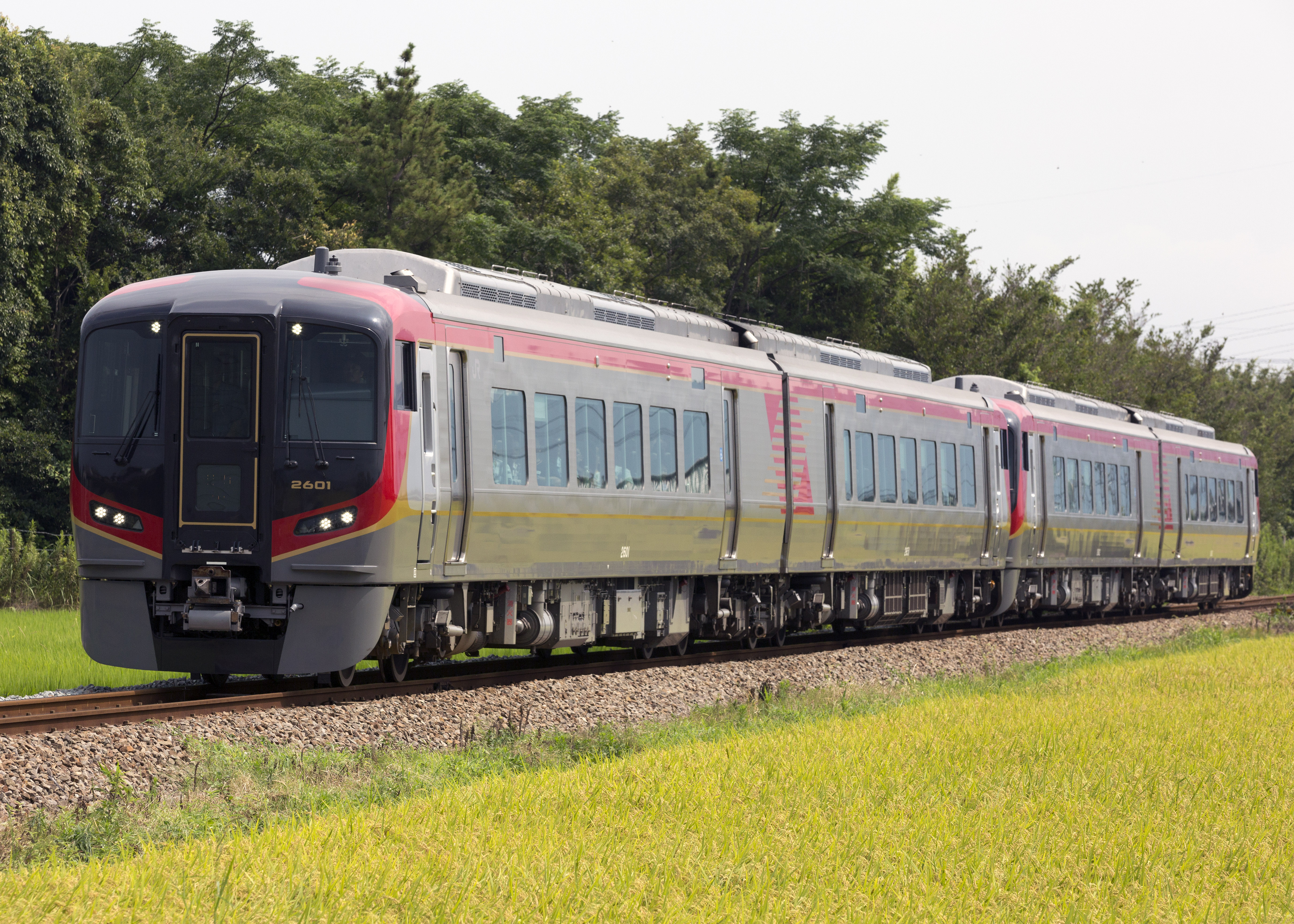
2600系 （2017年8月11日 勝瑞駅 - 吉成駅間）
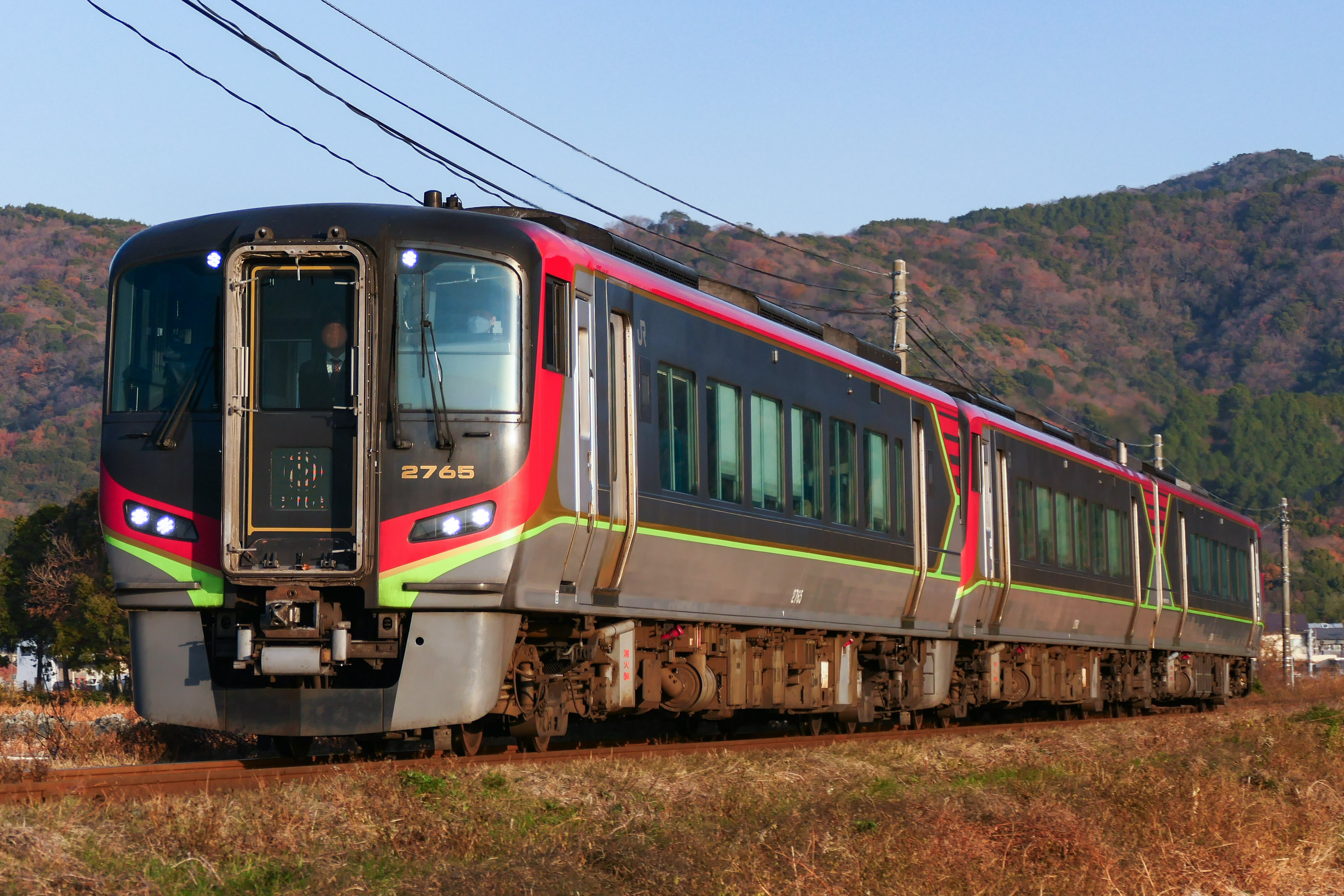
2700系 （2024年12月27日 池谷駅 - 勝瑞駅間）

#### 過去の使用車両
2000系気動車・N2000系気動車
2011年（平成23年）3月のダイヤ改正以降は、最高速度130 km/h運転に対応するN2000系が限定使用されていた。
2000系気動車は、2011年（平成23年）3月のダイヤ改正で「南風」の一部と運用が入れ替えられ、定期運用からは撤退した。ただしダイヤが乱れた際やN2000系やキハ185系が緊急入場した場合、多客時（増結用含む）には運用に就くことがあった。
2両編成の2号車（7号車）、3両編成の3号車（8号車）には、車いす対応座席が設置されていた。5両編成の4号は3・5号車に設置されていた。
岡山駅発着の列車は2001年（平成13年）以降「南風」と併結運転を行うため、号車番号は6 - 8号車が付番されていた。N2000系が導入された当初は4両編成だったが、利用者の減少などもあって2008年（平成20年）以降は3両編成となり、2011年（平成23年）3月以降は2両編成も存在した。
2020年（令和2年）7月の運用変更で、「うずしお」の定期運用から撤退した。
キハ181系気動車
1993年（平成5年）に香川県と徳島県で開催された東四国国体秋季大会開催時期に2往復の定期列車に臨時運用で入り、5両または7両編成で運転された。同年3月の時点ですでに一般営業から離脱しており、この臨時運用で運転された「うずしお」がJR四国所有のキハ181系の特急列車としてのラストランとなった。
なお、先頭車のキハ181形にトイレが設置されていないこと、運転室後部に機械室が設置されているため座席数が確保できなかったこと、2両編成での運転が不可能であったことから、定期列車には使用されなかった。
キハ185系気動車
「剣山」や「むろと」の高松運転所からの送り込み運用を兼ねて、2024年（令和6年）3月16日時点で下り1号・上り8号で運用されていた。土休日および特定日に2号車として連結される「ゆうゆうアンパンマンカー」は両列車ともに所属先の高松運転所との入出庫のための連結とし、営業（遊戯室の開放と座席の発売）はなく、通り抜けのみ可能とされていた。
2024年（令和6年）3月15日までは高松駅発着の1往復（下り9号・上り32号）のみに充当されていた。このうち、9号は土休日および特定日にキロハ186形を改造したイベント車両「ゆうゆうアンパンマンカー」が2号車として連結および営業され、3両編成での運転となっていた。また、この車両の連結日には折り返しとなる32号も3両編成の運転になっていたが、「ゆうゆうアンパンマンカー」の営業は行わなかった。最高速度は110 km/hである。
2025年（令和7年）3月14日をもって「うずしお」での運用を終了した。

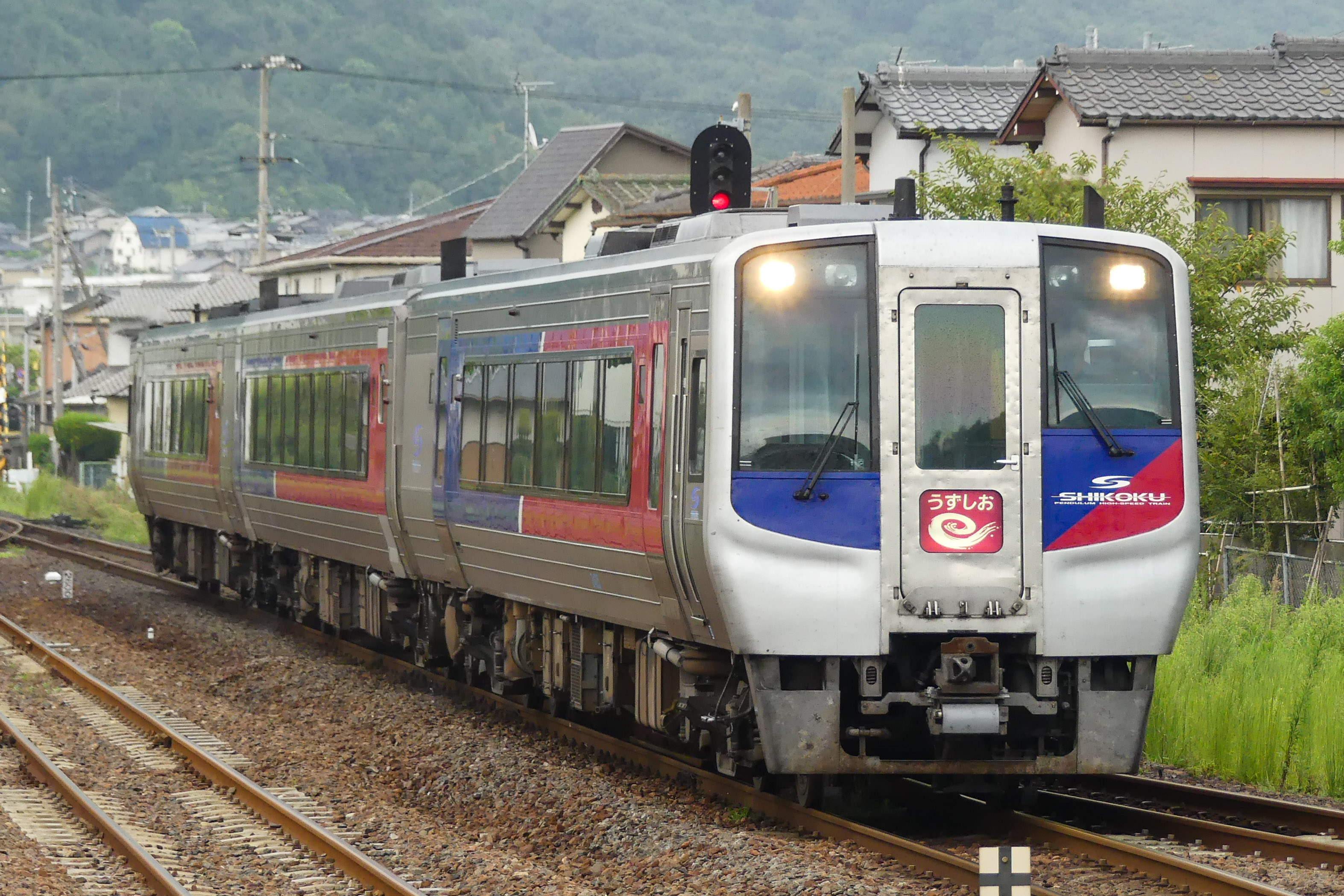
N2000系 （2018年）
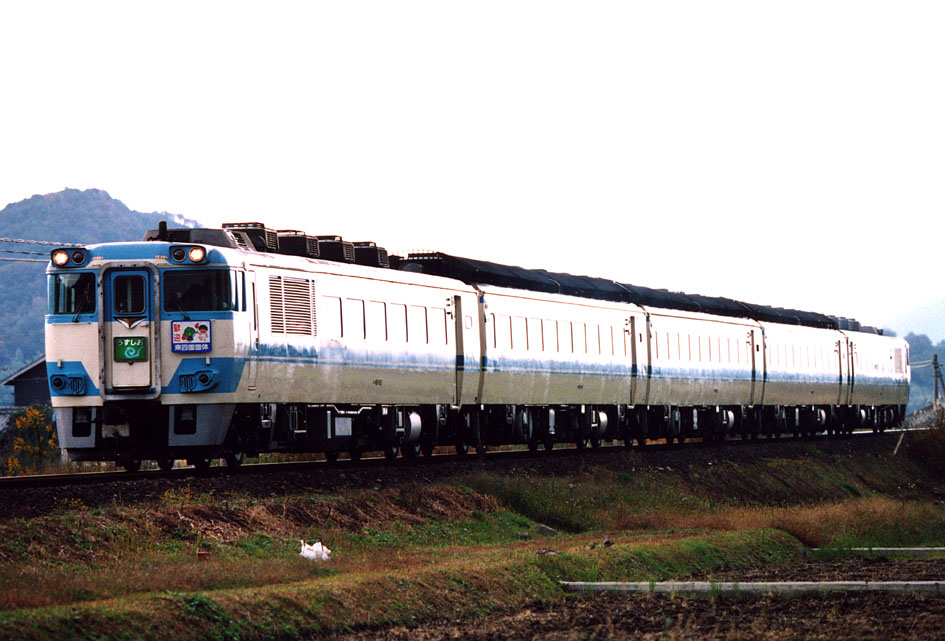
キハ181系「うずしお」
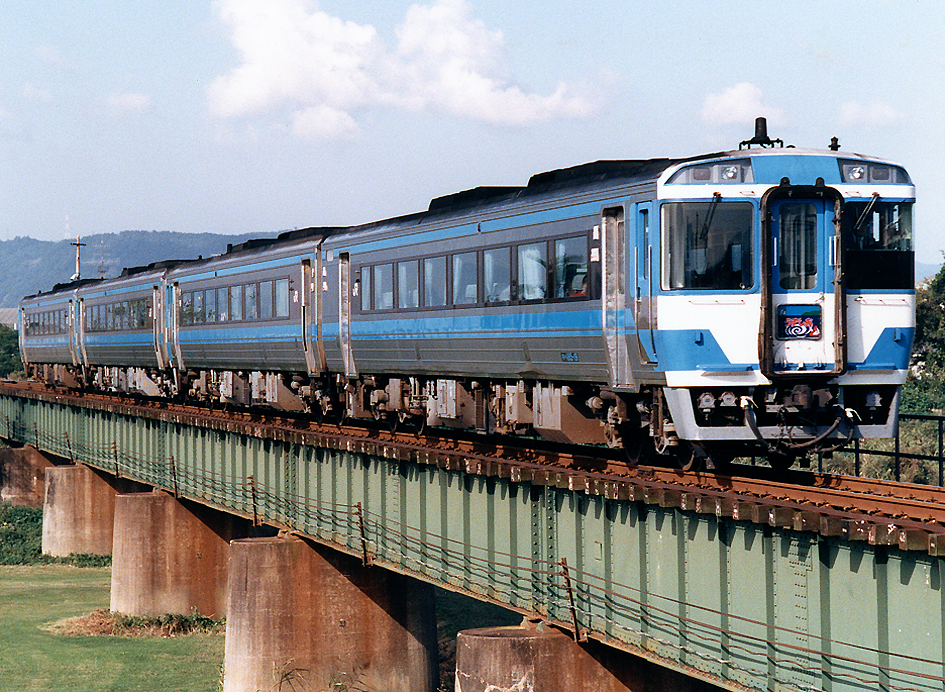
キハ185系 （1989年）
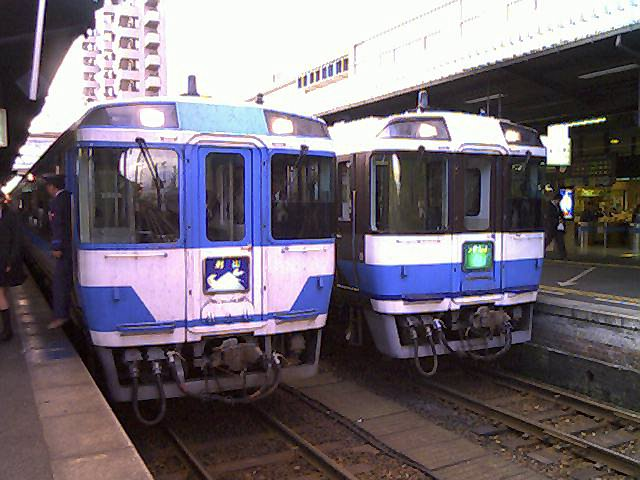
キハ185系剣山色「うずしお」（右）とキハ185系JR四国色「剣山」（左）
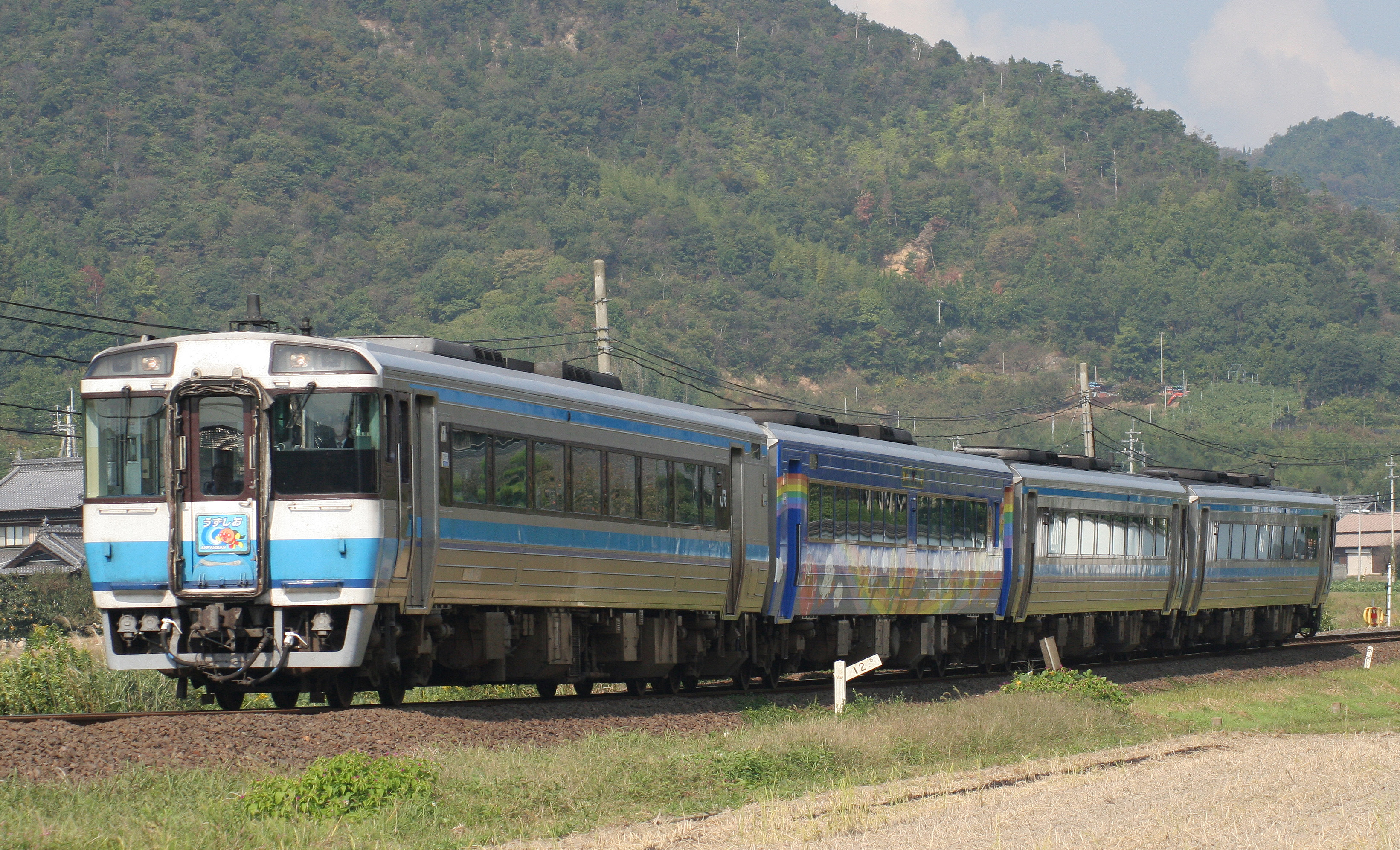
ゆうゆうアンパンマンカーを連結したキハ185系

## 利用状況
2010年（平成22年）3月13日現在、日本の気動車特急で一番本数が多いとはいえ、列車1本あたりの利用者数は少ない。一日の平均利用者数は約3,500人で、四国内を走り、新幹線乗換駅を擁する岡山市と愛媛県と高知県の県庁所在地を結ぶ「しおかぜ」や「南風」に比べると少ない。

### 明石海峡大橋・高松自動車道開通以前
高徳線の高速化工事を施工して1988年（昭和63年）に登場してから10年ほどは増発や、割引乗車券類の発売、スピードアップ、急行の廃止を実施した関係もあり高徳線内の駅へのこまめな停車などで利便性を高め、利用者はわずかながら増加傾向にあった。当時、高松市と徳島市を結ぶ幹線道路は国道11号しかなく、しかも牟礼町（当時）から鳴門市にかけては全線片側1車線であり、高松・徳島両市の市街地流入部（特に徳島市街に入る吉野川大橋）での渋滞が頻発していたために2時間程度を要し、高徳線を1時間15分ほどで結ぶ「うずしお」は所要時間で大きな優位性を持っていた。岡山駅発着列車は高松駅での乗換えが不要で、指定席は満席になる日も多く、常時4両編成で運転されていた。

### 明石海峡大橋・高松自動車道開通後
高速道路に対抗するため、明石海峡大橋開通前の1995年（平成7年）度から高徳線のさらなる高速化工事に着手し、1998年（平成10年）からは最高速度110 km/hのキハ185系に代わって最高速度130 km/hの振り子式気動車N2000系を投入するなどスピードアップを図り、高松駅 - 徳島駅間の最速所要時間は55分となった。しかし、同年に明石海峡大橋が開通すると、徳島から京阪神への高速バスが設定されたことで、岡山を経由して大回りとなる鉄道を利用した徳島市 - 京阪神地区の利用客は減少した。さらに、2001年（平成13年）に高松自動車道板野IC - 高松中央IC間が開通すると、高松市 - 徳島市間は自動車で1時間半ほどの所要時間となったほか、同区間の運賃を「うずしお」利用時の半額とした高速バス「高徳エクスプレス」も運行を開始し、自動車に対する優位性は失われ始めた。その後、本列車の利用客は年々減少の一途をたどっており、JR四国も対策を打ち出してはいるものの、高速道路網の急速な整備の中で利用客数の減少を防ぐことはできなかった。

### 現状
このような状況の中、JR四国はさまざまな巻き返しを図っている。徳島から距離の面で京阪神方面は高速バスが圧倒的に優位であることから、中国・九州方面への利用者増を狙って、「広島往復きっぷ」「博多往復きっぷ」などの割引乗車券を発売している。また徳島駅発5時半の列車と高松駅発23時台の列車を増発し、福岡・広島での滞在時間の拡大を図った。しかし、徳島県東部は京阪神の延長線上にあたり四国他県や中国・九州地方とのつながりが希薄である（この点は徳島県の項目を参照のこと）こともあり、大幅な利用増にはつながっていない。
また、これまでも「Sきっぷ」と称する往復割引乗車券を発売するなどしてきたが、2005年（平成17年）7月には徳島 - 高松間にも新たな割引乗車券「週末自由席早トクきっぷ」を発売した。この切符は前日までに購入すれば同区間を往復2,720円と、通常運賃・料金のおよそ半額で利用でき、高速バスの往復運賃とほぼ同額で、片道あたりに換算すると普通運賃よりも安い（なお、2023年（令和5年）5月20日より、往復4,000円に値上げされている）。週末のみの利用で有効期限が2日とはいえ、今までにない大幅な割引で対抗しているが、一方の高速バス側も週末限定で運賃の上限を1,100円（平日は上限1,650円）に値下げして応戦している。「高徳エクスプレス」は高松駅・徳島駅とも最終便が19時台と早いという弱点を抱えていることから、遅い時間帯の列車を充実させている。
通勤・通学での特急利用の促進にも力を入れている。特急利用の定期券「快てーき」は着実に利用者を増やしており、通勤・通学時間帯を走る4号は5両編成で運転されるほか、29号は岡山駅始発に加えて夕方のラッシュ時に重なることから、高松駅発車時点で立ち客が出るほどである。また、JR四国は、発足当初から通常の定期券利用者も自由席特急券を購入すれば、特急列車自由席に乗車できるようにしていたが、さらに定期券併用用の特急回数券、「快てーき回数券」を発売することで、増収に努めている。
JR四国では自由席特急料金も25 kmまで450円と短距離では廉価に設定されており、高松駅 - 志度駅間や徳島駅 - 板野駅間など短区間での特急利用も多い。

## 臨時列車

### 阿波踊り号
徳島市で阿波踊りが開催される期間中は、定期「うずしお」の最終列車の後に臨時特急列車として、「阿波踊り号」徳島発高松行きを運転している。予讃線の最終特急「ミッドナイトEXP高松」運転開始後は、同列車を徳島駅始発として「阿波踊り号」の列車名で運転し、高松駅以西は時刻が繰り下げとなっていた。2016年（平成28年）以降は高松駅までの運転になり、高松駅で「ミッドナイトEXP高松」に乗り換えとなった。過去には団体輸送のため松山駅まで延長されたことがあり、その際松山駅到着は2時を過ぎていた。
2017年（平成29年）は従来の上り1本に加えて、新たに1往復が同年に登場した2600系気動車で運転された。送り込みのため、初めて下り列車（1号）が設定され、この列車が一般客が乗車できる初の2600系の運用となった。上りは新たに新設された列車が2号、従来からのものが4号となった。なお、この追加された1往復はこの年限りとなった。
停車駅
徳島駅 - 池谷駅 - 板野駅 - 引田駅 - 三本松駅 - 讃岐津田駅 - 志度駅 - 屋島駅 - 栗林駅 - 高松駅
「阿波踊り」1・2号は太字の駅のみ停車。なお、2015年（平成27年）以前の高松駅以遠の停車駅は次の通り。
高松駅 - 坂出駅 - 宇多津駅 - 丸亀駅 - 多度津駅 - 詫間駅 - 高瀬駅 - 観音寺駅 - 川之江駅 - 伊予三島駅 - 新居浜駅 - 伊予西条駅

### やくおうじ号
四国八十八箇所の23番札所薬王寺（最寄り駅は日和佐駅）への初詣参拝客のために、高松駅 - 日和佐駅間を高徳線・牟岐線経由で正月三が日に運行する臨時特急列車として「やくおうじ号」が運行される。以前は、臨時急行「やくし号」として運転され、「むろと」「阿波」と併結していた。「阿波」の廃止後は特急「やくし号」や「初詣やくし号」、「やくおうじ号」などとして運転され、「うずしお」と併結したり単独で運転したりしていた。2003年（平成15年）以降は「やくおうじ号」となっている。
1往復が運転されるが、2014年（平成26年）までは下りは高松駅→徳島駅間で「うずしお」7号と併結運転し、上りは志度駅で「うずしお」20号を待避するダイヤを組んでいた。2015年（平成27年）以降は、上りが徳島駅までの運転になり、更に、2020年（令和2年）のダイヤ（1月1日から1月5日までの1日1往復で運転）では下りも徳島からの運転及び運転時間の大幅な変更もされている。2021年（令和3年）からのダイヤは1月1日から3日までの1日1往復（計3往復）で運転されている。キハ185系気動車を使用し、普通車のみ2両編成で1号車の一部座席が普通車指定席、他の座席が普通車自由席である。「やくし号」「初詣やくし号」時代は全車指定席で運転される場合もあった。
停車駅
徳島駅 - 南小松島駅 - 羽ノ浦駅 - 阿南駅 - 桑野駅 - 由岐駅 - 日和佐駅 - 牟岐駅
- 一時期（2008年 - 2019年）日和佐駅発着に戻されたことがあったが、現在は牟岐駅発着となっている。

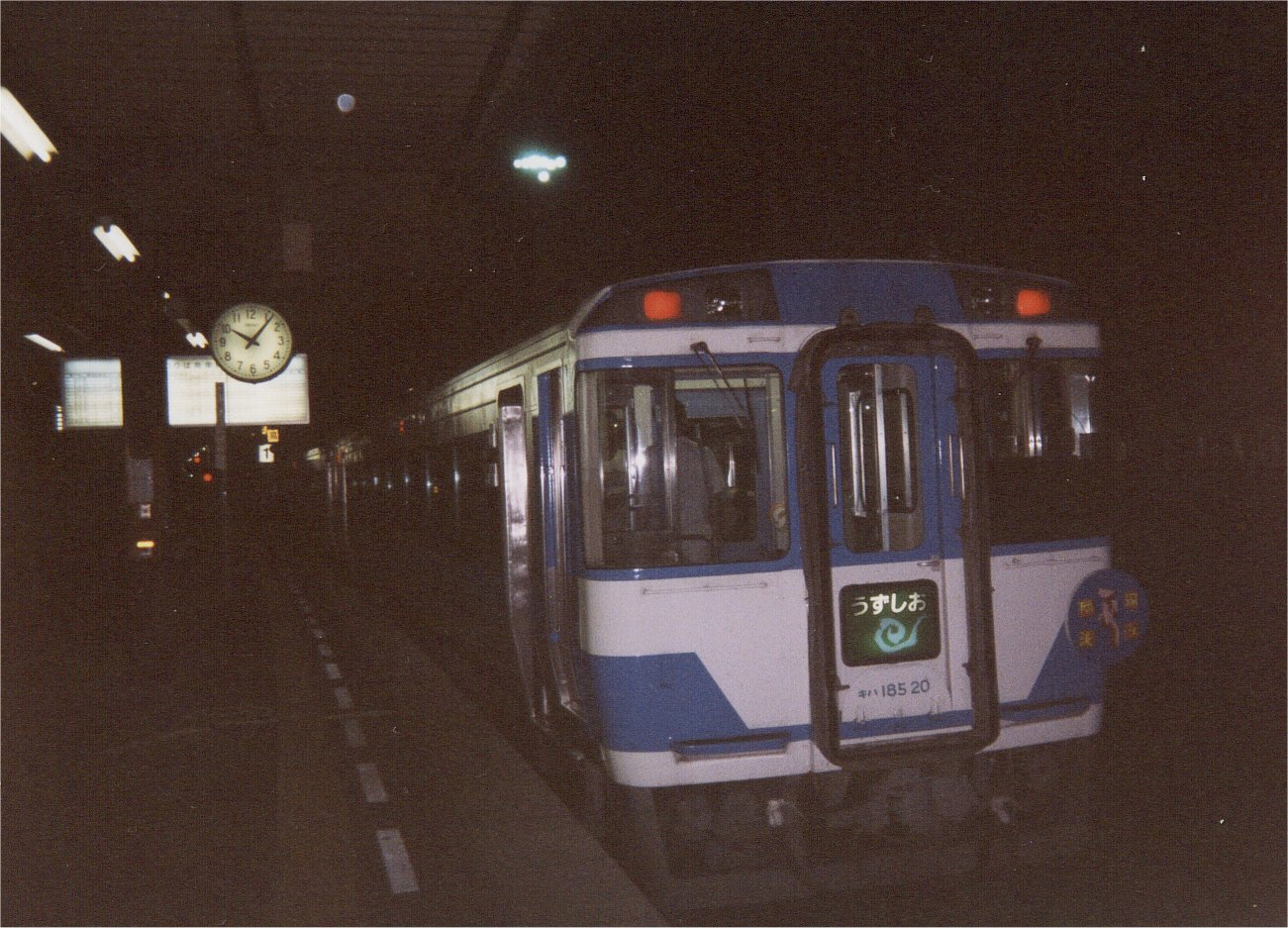
キハ185系で運行されていたころの「阿波踊り号」
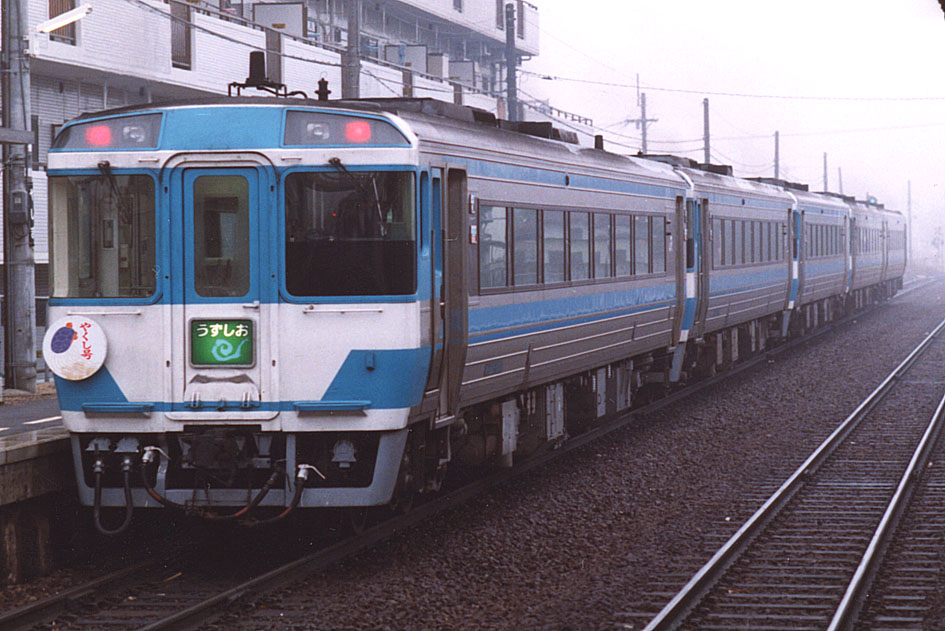
「うずしお」と併結運転の「やくし号」
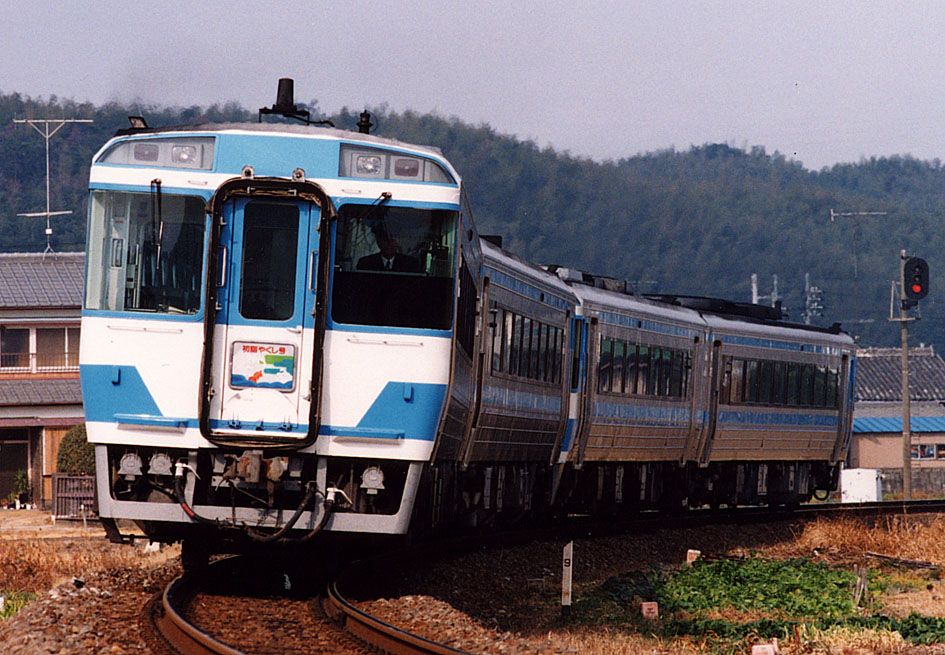
「初詣やくし号」

## 高徳線優等列車沿革

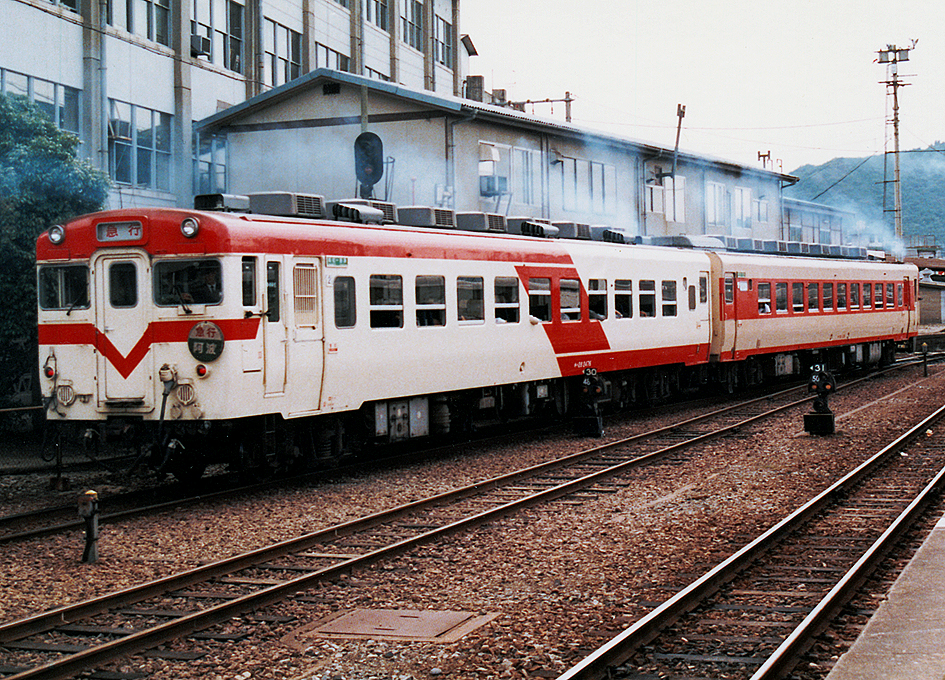
急行「阿波」
（1986年 高松駅）

### 国鉄時代
- 1959年（昭和34年）：高松駅 - 徳島駅間を運行する準急列車「阿波」（あわ）運転開始。
- 1961年（昭和36年）：「阿波」の一部列車に「なると」・「眉山」（びざん）の名称を与える。
- 1962年（昭和37年）：高松駅 - 牟岐駅間を運行する準急列車「むろと」運転開始。また、「眉山」・「なると」の名称を廃止。「阿波」に統合。
- 1966年（昭和41年）：準急「むろと」を急行列車に昇格。
- 1968年（昭和43年）：準急「阿波」を急行に昇格。
- 1969年（昭和44年）：急行「むろと」の一部を高徳本線内をノンストップとして、牟岐線区間への速達化を図る。(高徳間1時間22分)
- 1975年（昭和50年）：「阿波」の一部列車にグリーン車の連結を行う。その際、キロハ28 1を導入する。
- 1980年（昭和55年）10月1日：このときのダイヤ改正により、四国島内の急行列車へのグリーン車連結を廃止。
- 1982年（昭和57年）11月15日：ダイヤ改正で、急行「阿波」「むろと」にあった高徳本線内ノンストップ運行を終了。

### 民営化後
- 1988年（昭和63年）
  - 4月10日：高松駅 - 徳島駅間運転の急行「阿波」をすべて特急列車に昇格し、全列車座席自由席列車である「うずしお」11往復で運転開始。1往復は瀬戸大橋線開業に伴い、岡山駅まで乗り入れ。「むろと」を「阿波」に名称変更。
    - 当初は、岡山駅発着列車も含めた全列車が2両編成（全車普通車自由席）での運転が計画されていた。これは日本国有鉄道（国鉄）・JRグループの特急列車史上最短編成となったが、瀬戸大橋線の開業ブームにより、運転開始当日から岡山駅発着列車で1両が増結され、これが恒常的に行われるようになった。そのため、すぐに全列車が3両編成に増強され、しばらくして岡山駅発着列車以外は2両編成で運転されるようになった。

  - 9月：「うずしお」の岡山駅乗り入れを2往復に増発。
- 1989年（平成元年）7月：瀬戸大橋上の騒音対策の関係で児島駅を通過とし、JR四国の乗務員が岡山駅まで乗務するようになる。
- 1990年（平成2年）
  - 7月：「うずしお」の岡山駅乗り入れの2往復に指定席を連結。
  - 11月21日：急行「阿波」を「うずしお」に編入し、13往復に。3往復が牟岐線に乗り入れを開始し、海部駅までは上り2本・下り1本となる。これにより、高徳線・牟岐線の優等列車は「うずしお」に統一。
- 1992年（平成4年）3月：阿佐海岸鉄道阿佐東線開業で甲浦駅まで乗り入れ開始。
- 1993年（平成5年）
  - 10月：高松駅 - 徳島駅間が全列車3両編成での運転となり、指定席1両を連結。
  - 10月24日 - 29日に開催された東四国国体秋季大会に合わせて、2往復の定期列車に臨時運用としてキハ181系気動車が充当される。また、キハ185系でも一部がグリーン車（キロハ186形）を連結した4両から7両編成となり、うち下り3本・上り2本が岡山駅まで延長運転されたほか、臨時列車として上り86号（高松駅 - 岡山駅間）が運転された。
- 1996年（平成8年）3月16日：岡山駅乗り入れ2往復を含む6往復にグリーン車指定席を連結[20]。
- 1998年（平成10年）
  - 3月14日：岡山駅 - 徳島駅間2往復、高松駅 - 徳島駅間1往復にN2000系気動車を導入[12]。1往復増発し、14往復に。児島駅に停車するようになり、JR西日本とJR四国の乗務員交代も再び児島駅で行われるようになった。牟岐線優等列車は「うずしお」が上り1本・下り2本、「剣山」が上り2本・下り1本となる。また、高松駅 - 徳島駅間の最速達列車は、途中、志度駅・三本松駅のみ停車として、55分で運転した。
  - 10月3日：「うずしお」の高松駅 - 徳島駅間5往復にN2000系気動車を導入。1往復増発し、15往復になる。キハ185系のグリーン車の連結を中止。
- 1999年（平成11年）3月13日：ほとんどの列車を2000系気動車とする。徳島駅で系統分離され、徳島駅 - 甲浦駅間上り1本・下り2本、徳島駅 - 牟岐駅間1往復は特急「むろと」となる。
- 2001年（平成13年）3月3日：ダイヤ改正により、次のように変更。
  - 1本のみ予讃線伊予西条発の列車が設定される。
  - 岡山駅発着列車は従来停車していた坂出駅を通過とし、宇多津駅に停車するようになる。同時に、岡山駅 - 宇多津駅間で「南風」と併結運転を行うようになる。
- 2002年：リバイバルトレインとして西日本旅客鉄道（JR西日本）のキハ181系国鉄特急色編成による「うずしお」が高松発徳島行きで運転。

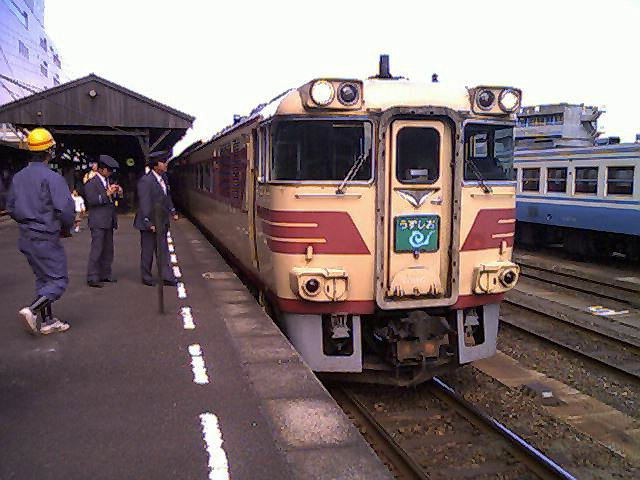
リバイバルトレイン キハ181系「うずしお」

- 2003年（平成15年）10月1日：伊予西条発の列車が高松駅で系統分離され、伊予西条駅 - 高松駅間は「いしづち」となる。
- 2005年（平成17年）3月1日：1往復増発し、16往復になる。
- 2008年（平成20年）3月15日：全車禁煙になる[21]。
- 2011年（平成23年）3月12日：ダイヤ改正により、次のように変更[22]。
  - エル特急の呼称を廃止。
  - 讃岐白鳥駅への停車が1往復増加。
  - 4号を毎日5両編成、折り返しとなる3号（平日は5両、土曜・休日は3両）を毎日2両編成での運転に変更。これによって捻出した3両を活用することで、新たに5号を増発し、上り16本・下り17本になる。
- 2012年（平成24年）3月17日：ダイヤ改正により、次のように変更[23]。
  - 栗林駅・屋島駅・引田駅・板野駅・勝瑞駅への停車を拡大（勝瑞駅のみ臨時停車扱い）。これにより、栗林駅と板野駅に全列車が停車するようになる。
  - 4号の土休日を4両編成に、5号の土休日・31号の金曜・土曜・休前日を2両編成に変更。
- 2014年（平成26年）3月15日：29号が讃岐白鳥駅に停車するようになる[24]。
- 2016年（平成28年）3月26日：「しおかぜ」および「いしづち」への8600系投入により「しおかぜ」と「宇和海」の運転を完全に分離したことにより、「宇和海」の運転本数が増加。「宇和海」と共に気動車による最多運転本数の特急列車となる。
- 2017年（平成29年）12月2日： 下り9・15・21号、上り14・20・26号で2600系が営業運転を開始[6]。
- 2018年（平成30年）3月17日：ダイヤ改正により、次のように変更[7]。
  - 2600系充当列車を4往復に増発。
  - 高松発6時過ぎの1号を増発。
  - 高松発23時台の33号を廃止。
- 2019年（令和元年）9月28日：下り5・7・15・21・25・27・31・33号、上り4・10・12・18・24・28・30号（一部9/27から）に2700系が導入され、定期運用を開始[8]。
- 2020年（令和2年）
  - 4月10日：新型コロナウイルス感染症による乗客減により、下り17号・上り14号、さらに4月29日より下り11号・上り8号の計2往復が5月15日まで運休。ゴールデンウィーク期間中（5月2日から5月6日まで）には下り1・7・15・21・23・27・33号、上り10・18・20・24・26・30号（33号のみ5月2日から5月5日まで）が運休[25]。
  - 5月16日：この日から下り1・7・11・15・17・33号、上り8・10・14・18・20・30号が6月12日まで運休[26]。
  - 6月13日：下り11・17号、上り8・14号が引き続き6月30日まで運休。それ以外の運休していた便はこの日から運転再開[27]。
  - 7月18日：下り3・13・19・29号、上り6・16・22号を2700系に置き換え。
  - 7月19日：2号を2700系に置き換え。これによりN2000系が定期運用から全て撤退した[28]。
- 2024年（令和6年）3月16日：ダイヤ改正により、昼間時間帯の停車駅の統一を実施。高徳線内の停車駅が高松駅・栗林駅・屋島駅・志度駅・三本松駅・引田駅・板野駅・池谷駅・徳島駅に集約され（岡山駅直通のうずしお除く）、讃岐津田駅と勝瑞駅が通過駅となった[29]。
- 2025年（令和7年）3月15日：ダイヤ改正により、岡山駅 - 高松駅間の運転を取りやめ、全て高松駅 - 徳島駅間の運転となる。32号（徳島駅22時00分発→高松駅23時17分着）も廃止となり、徳島駅発高松駅行き上り最終列車の時間が30号（徳島駅20時27分発→高松駅21時35分着）[30]と繰り上がる[31][2]。全列車が屋島駅に停車[2]。